# 도어 (2012년 영화)
도어(AZ AJTO, The Door)는 독일에서 제작된 이스트반 자보 감독의 2012년 드라마 영화이다. 헬렌 미렌 등이 주연으로 출연하였다.

## 출연

### 주연
- 헬렌 미렌
- 마르티나 게덱

### 조연
- 카롤리 에페르제
- 보크소크 에니코
- 마리 나기
- 아기 스지르테스
- 피터 안도레이

## 제작진
- 원작자: 마그다 스자보
- 프로듀서: 샌더 소스
- 미술: 로렁 하보르
- 세트: 미클로 몰나르
- 의상: 조지이 자칵스